# Pietro Tacchini
Pietro Tacchini, [Italijani|italijanski]] astronom in akademik, * 21. marec 1838, Modena, † 24. marec 1905.
Po njem so poimenovali krater na Luni in asteroid.

## Nagrade
- Rumfordova medalja

1. 1 2 3  Record #117613177 // Gemeinsame Normdatei — 2012—2016.
2. ↑  SNAC — 2010.
3. 1 2 3 4  www.accademiadellescienze.it